# Mezinárodní veletrh hraček v Norimberku

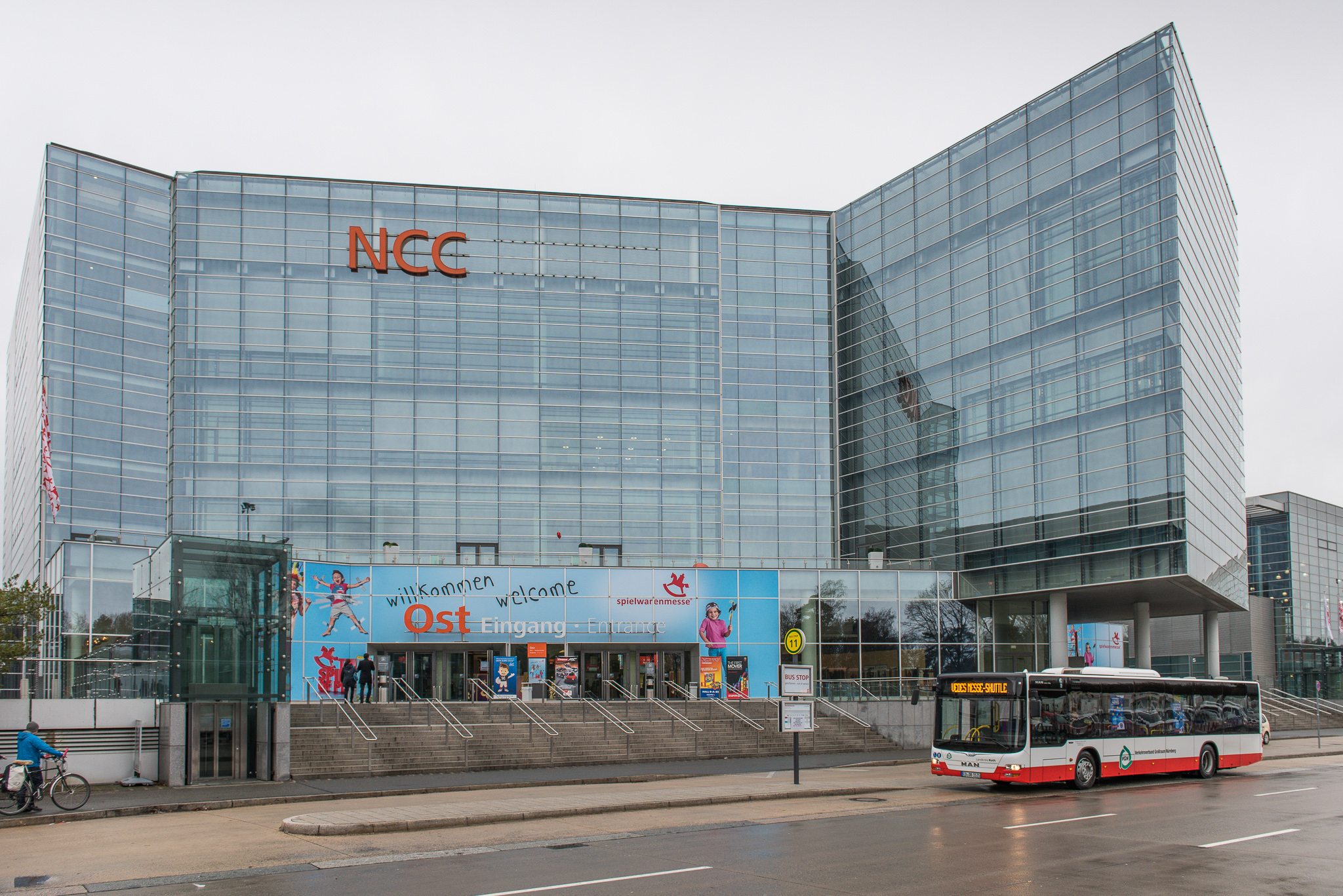
Východní vchod na Spielwarenmesse

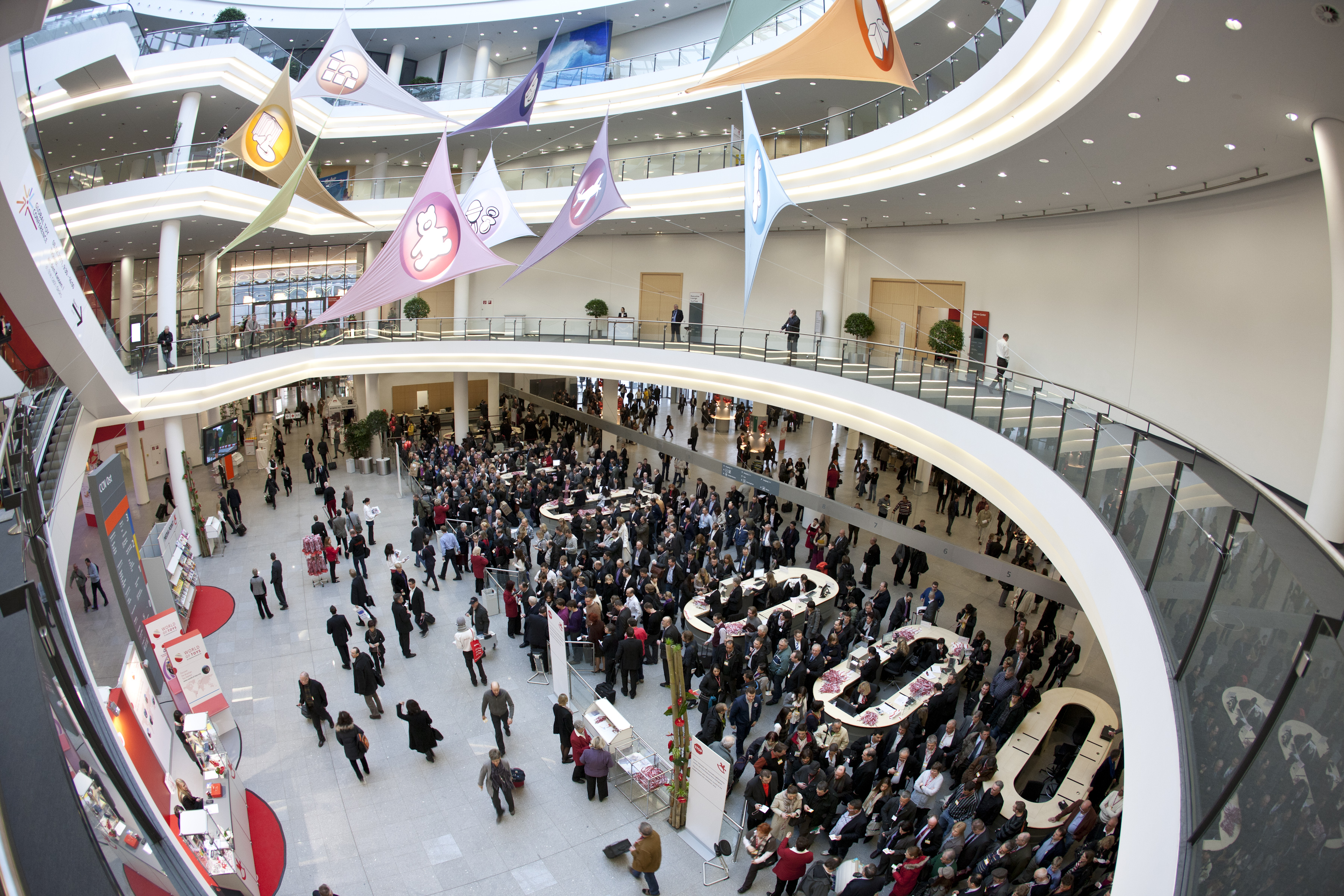
Prostor haly s hlavním vchodem

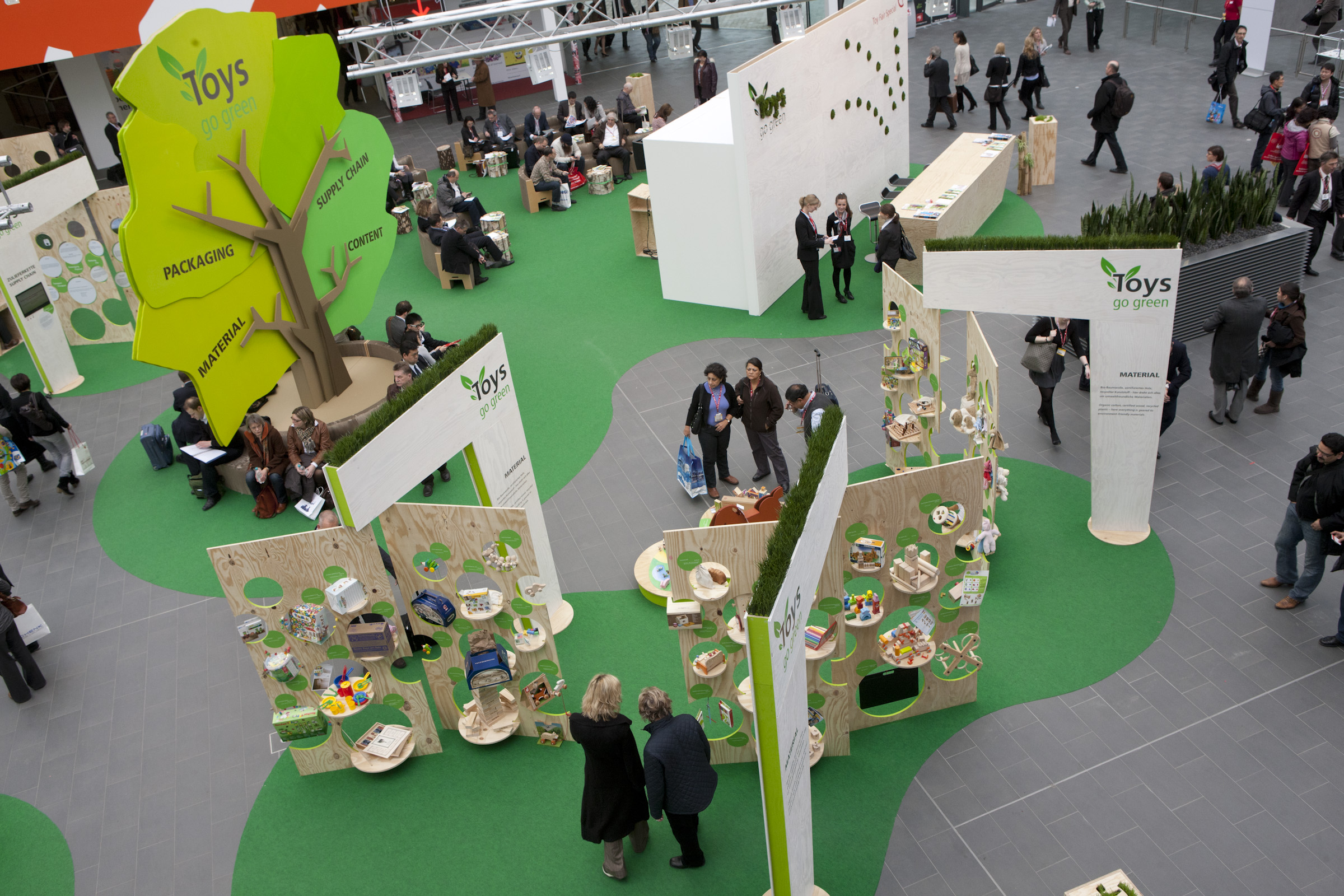
Toys go Green!

Mezinárodní veletrh hraček v Norimberku– „Spielwarenmesse International Toy Fair Nürnberg“ (Nürnberger Spielwarenmesse – norimberský veletrh hraček) je největším veletrhem hraček na světě. Veletrh je určen pouze pro odborné návštěvníky z hračkářské branže, zástupce tisku a médií a pozvané hosty. Šestidenní veletrh se koná každoročně v únoru za účasti 2.700 vystavovatelů z ca. 60 zemí světa, kteří zde představují své novinky. V roce 2011 navštívilo tento veletrh 79.000 odborníků, obchodníků a nákupčích, 54 procent z nich pocházelo ze zahraničí. Organizátorem veletrhu hraček „Spielwarenmesse“ je společnost „Spielwarenmesse eG“, německá firma se sídlem v Norimberku, která nabízí marketingové a veletržní služby v hračkářském oboru.

## Produktové skupiny
Na veletrhu hraček „Spielwarenmesse“ je každý rok prezentováno kolem jednoho milionu produktů, mezitím i sedmdesát tisíc novinek. Veletrh je rozdělen do celkem dvanácti produktových skupin. Jsou to následující (Stav: Spielwarenmesse 2011):
- Modelářství, hobby
- Modelové železnice s příslušenstvím
- Technické hračky, výchovné hračky a pomůcky, akční hračky
- Panenky a plyšové hračky
- Hry, knihy, výuka a experimentování, multimédia
- Potřeby pro společenské akce a trendové zboží, karneval
- Dřevěné hračky, umělecké předměty, dárkové zboží

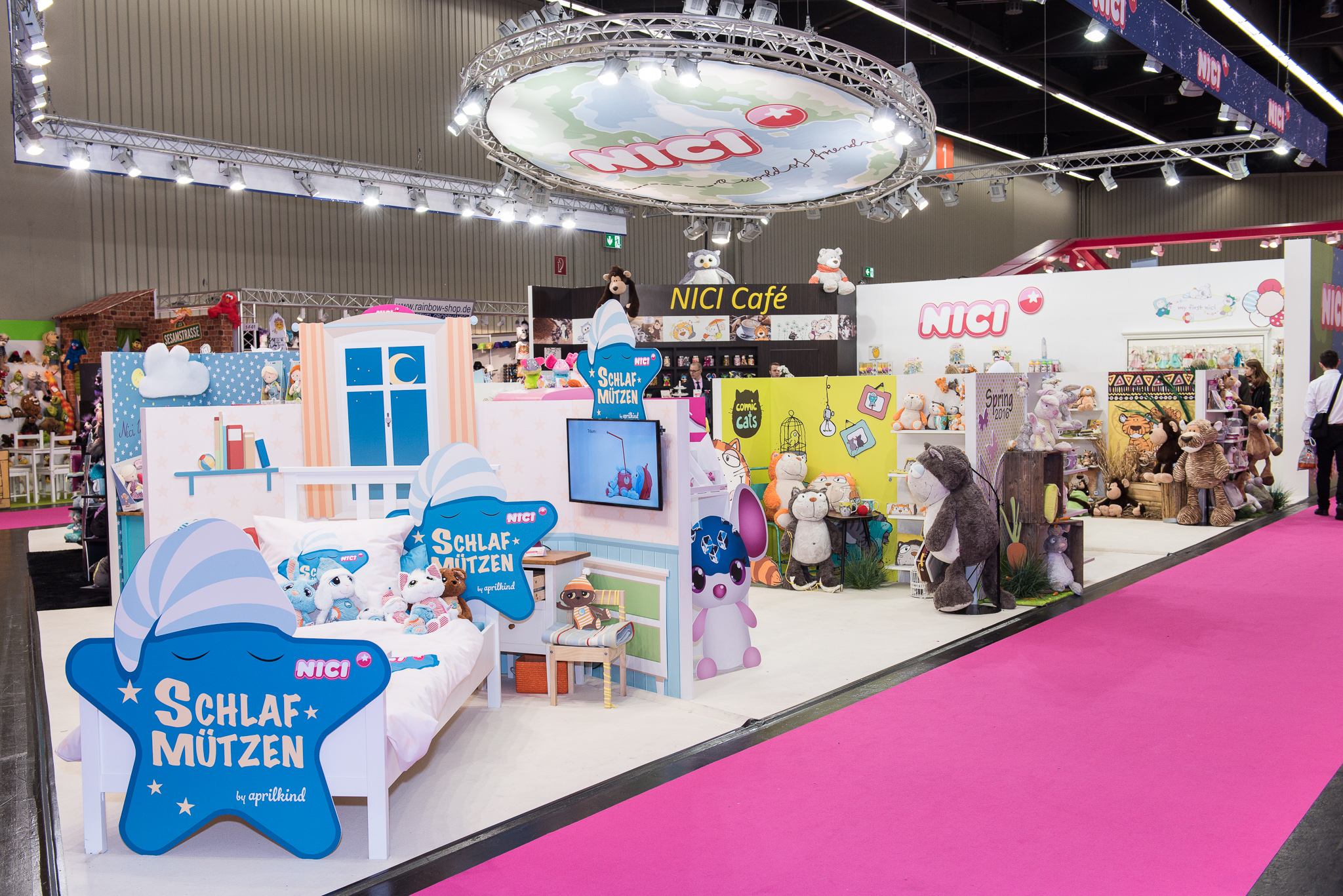
Pohled do jedné z hal

- Kreativní tvorba
- Sport, volný čas, outdoor
- Školní a psací potřeby
- Zboží pro miminka a malé děti
- Meziodvětvová nabídka

## ToyInnovation/ToyAward – inovace na veletrhu/soutěž
Každoročně jsou vyznamenávány novinky na veletrhu hraček „Spielwarenmesse“ cenou nazvanou „ToyAward“. Oceněné produkty se odlišují od ostatních novinek díky svému stupni inovace, produktovému konceptu, kreativitě a hrací myšlence. Porota sestavená ze zástupců branže určí vítěze pěti kategorií (Stav: Spielwarenmesse 2011):
- Miminka & malé děti
- Děti předškolního věku
- Děti školou povinné
- Mladiství & rodiny
- Speciální ocenění (téma se každoročně obměňuje)

## Spielwarenmesse eG
Organizátorem mezinárodního veletrhu hraček „Spielwarenmesse International Toy Fair“ je společnost Spielwarenmesse eG. Tato společnost byla založena celkem 46 firmami dne 11. července 1950 pod jménem "Deutsche Spielwaren-Fachmesse eGmbH" (Německý odborný veletrh hraček, s.r.o.). V roce 1958 se společnost přejmenovala na "Spielwarenmesse eGmbH" (Veletrh hraček, s.r.o.) a v roce 1973 nakonec na "Spielwarenmesse eingetragene Genossenschaft" (Veletrh hraček, zapsané společenstvo). Jako justiční orgán společnosti funguje představenstvo, dozorčí rada a valná hromada.
V roce 2010 založila společnost „Spielwarenmesse eG“ svou stoprocentní dceřinou společnost "Spielwarenmesse (Shanghai) Co., Ltd.". Pracovní tým v Šanghaji se stará o čínské vystavovatele, kteří se účastní mezinárodního veletrhu hraček v Norimberku „Spielwarenmesse International Toy Fair Nürnberg“. Společnost „Spielwarenmesse eG“ dále po celém světě zastupují reprezentanti, kteří jsou kontaktními osobami pro vystavovatele a odborné návštěvníky ze zemí, ve kterých reprezentační kanceláře sídlí. V České republice je oficiálním veletržním zastoupením Česko-německá obchodní a průmyslová komora se sídlem v Praze. Na veletrh hraček prodává cenově zvýhodněné vstupné a pomáhá vystavovatelům s jejich veletržní účasti.